# M・a・z・e
「m・a・z・e」（メイズ）は、倖田來未の楽曲である。2002年12月11日に6枚目のシングルとして発売された。

## 解説
初のライブツアー「LIVE TOUR 2005 -first things-」ではロックバージョンが披露された。
カップリングの「one」は、m-floの元メンバーLISAプロデュース。
CDのジャケット・アートワークは10月24日、ミュージック・ビデオは、自身の誕生日でもある11月13日（撮影当時20歳）にてそれぞれ撮影された。なお、ミュージック・ビデオの撮影ロケ地は、福島県郡山市にある施設ビッグパレットふくしまにおいて即行。

## 収録曲
1. m・a・z・e "Original Mix" [4:04]
作詞：Kenn Kato
作曲：Hiroo Yamaguchi
編曲：813・h-wonder
2. one "Original Mix" [3:30]
(Produced by LISA)
作詞：Kumi Koda・LISA
作曲：LISA
編曲：Ryuichiro Yamaki
3. m・a・z・e "Remix" [4:05]
Remixed by L12

## タイアップ
- 日本テレビ系ドラマ『サイコドクター』挿入歌 (#1)
※ 自身初のドラマタイアップとなる。

## 収録アルバム
- m・a・z・e
  - 『grow into one』
  - 『BEST 〜first things〜』
  - 『BEST 〜2000-2020〜』(ファンクラブ限定盤)
- one
  - 『grow into one』

## 収録ライブ映像
☆は、LISAと共演。
- m・a・z・e
  - 『secret 〜FIRST CLASS LIMITED LIVE〜』
  - 『LIVE TOUR 2005 〜first things〜 deluxe edition』
    - 『BEST 〜second session〜』(LIMITED EDITIONのみ付属)

  - 『Koda Kumi 15th Anniversary First Class 2nd LIMITED LIVE at STUDIO COAST』(WALK OF MY LIFE、ファンクラブ限定盤)
- one
  - 『Koda Kumi 15th Anniversary Premium Live』(WINTER of LOVE、ファンクラブ限定盤) ☆